# Martin Strel
Martin Strel (Mokronog, 1. listopada 1954.) – slovenski plivački ultramaratonac i ekološki aktivist
Profesionalno se bavi daljinskim plivanjem i vlasnik je više svjetskih i Guinessovih rekorda u daljinskom plivanju.
Prvi je i jedini plivač, koji je preplivao cijeli tok više ponajvećih svjetskih rijeka. Godine 2002. preplivao je rijeku Mississipi od izvora do ušća (3 734 km) i time postavio apsolutni rekord u dužini daljinskog plivanja, što će kasnije još nekoliko puta činiti na još dužim rijekama. U 2004. preplivao je najzagađeniju svjetsku rijeku Yangtze (6 300 km) u Kini za 51 dan, što je bio novi svjetski rekord. Rijeka je bila toliko zagađena, da su mu svaki dan mijenjali krv. Plivao je, da upozori svjetsku javnost na zagađenje rijeka i uništavanje prirode. 
Godine 2003. bio je nominiran za prestižnu nagradu Laureus u kategoriji alternativnog športa za osobu godine. Do sada je četiri puta ušao u Guinnessovu knjigu rekorda.
Najveći pothvat učinio je preplivavši cijeli tok rijeke Amazone (6 440 km) 2007. godine, želeći upozoriti na prekomjerno uništavanje prašuma. Tijekom plivanja po Amazoni dobio je upalu bubrega, sunčanicu, encefalitis te ozbiljne srčane smetnje, ali nije odustao, dok nije došao do cilja u brazilskom gradu Belemu. Poslije se oporavljao oko pola godine. Redatelj John Maringouin snimio je dokumentarni film o njegovom pothvatu na Amazoni pod nazivom "Veliki riječni čovjek" (eng. "Big River Man"). 
U lipnju 2011. plivao je na američkoj rijeci Colorado od Glen brane do ulaza u Veliki kanjon oko 30 km.
U svim pothvatima, sin Borut mu je logistička pomoć. Osim spomenutih rijeka preplivao je cijeli tok i drugih rijeka među kojima su: Dunav, Drava, Krka, Kupa, Paraná, Ljubljanica i dr. Imao je i više preplivavanja dugih morskih dionica kao što su: La Manche, dionica Venecija - Portorož, Kopar - Venecija, Lignano Sabbiadoro - Ravenna.
U djetinjstvu je pretrpio mnogo zlostavljanja, zbog čega je stekao otpornost na ekstremnu bol. Imao je psihičkih problema tijekom dugih plivačkih dionica. U Sloveniji uživa veliku popularnost i ugled. Dao je intervjue za mnoge svjetske medije. Održao je govore širom svijeta. Bavi se i podučavanjem flamenko gitare te turističkim daljinskim plivanjem na slovenskoj i hrvatskoj obali i otocima.

## Vanjske poveznice
- Službena stranica Martina Strela  Arhivirana inačica izvorne stranice od 11. rujna 2011. (Wayback Machine)
- Stranica o plivačkom podvigu na Amazoni  Arhivirana inačica izvorne stranice od 1. travnja 2017. (Wayback Machine)
- Dnevnik plivanja na Amazoni na stranici BBC-a